# IC 4439
IC 4439 ist eine Spiralgalaxie vom Hubble-Typ Sc im Sternbild Bärenhüter am Nordsternhimmel. Sie ist schätzungsweise 670 Millionen Lichtjahre von der Milchstraße entfernt.
Das Objekt wurde am 10. Mai 1904 von Royal Harwood Frost entdeckt.